# Daniel de Cosnac
Pour les articles homonymes, voir Famille de Cosnac.
Daniel de Cosnac (né à Cosnac le 18 janvier 1628 et mort à Aix-en-Provence le 21 janvier 1708) est un prélat français qui fut archevêque d'Aix de 1693 à 1708.
Fils cadet de François de Cosnac, théologien devenu maître de camp d'infanterie et auteur d'ouvrages contre le protestantisme, et d'Eléonore de Talleyrand-Chalais, petite-fille du maréchal Blaise de Monluc et petite-nièce de Jean de Monluc, évêque de Valence et de Die.

## Biographie

### Années de jeunesse
D’origine limousine (de la commune de Cosnac, en Corrèze), issu d’une famille dont Saint-Simon disait qu’elle fournissait des évêques « de père en fils », il fut attaché fort jeune à la maison du prince de Conti, gouverneur du Languedoc résidant à Pézenas, en qualité de gentilhomme où se produisit grâce à lui la troupe itinérante de Molière qui prit alors le titre de « comédiens de S.A.S. le prince de Conti ». Il se trouva donc mêlé aux troubles de la Fronde ; il semble qu’il ait fait le bon choix puisqu’il décida le prince à faire la paix avec la cour et resta fidèle à Mazarin. Cette attitude lui valut en récompense l’évêché de Valence et de Die, quoiqu’il n’eût que 24 ans (1654) et n’eût même pas encore reçu les ordres religieux ; il ne le fit qu’après sa nomination, lors de laquelle Mazarin lui aurait dit : « Le roi vous fait maréchal sur la brèche ».

### Carrière ecclésiastique
Très actif auprès des Conti et à l'assemblée générale du clergé (qui dura de 1655 à 1657 et valida sa nomination malgré un recours de l'évêque de Grenoble), il ne fit ses entrées dans ses villes épiscopales qu'en 1657, en septembre à Valence et en novembre à Die.
Il fut présent également au mariage de Louis XIV à Saint-Jean-de-Luz où il prononça le discours et fit la quête avec une bourse de daim brodée aux armes de France et d’Espagne. Il présida en mars 1661 au mariage de Monsieur avec la princesse Henriette d'Angleterre, malgré la contestation de l'abbé de Montaigu, aumônier de la reine d’Angleterre, et devint possesseur de tapisseries dites de Mortlake qui obligèrent les héritiers à agrandir les salons de leur château. 
Le 17 avril 1666, il fut chargé du discours de clôture de l'assemblée du clergé (1665-1666), dont le sujet principal était la question des huguenots et l'interprétation de l'édit de Nantes, et durant laquelle il obtint du roi les fonds, prélevés sur le Dauphiné, pour la reconstruction de la cathédrale de Die.
Peu après, il devint aumônier de Monsieur, frère du roi, déplut à ce prince par les efforts même qu’il fit pour le ramener au bien et le rapprocher de Madame, et fut, sur la demande du prince, enfermé au For-l'Évêque, Saint-Simon, mauvaise langue notoire, écrit de lui : « Personne n’avait plus d’esprit ni plus d’activité, d’expédients, de ressources ; né pour l’intrigue, il avait le coup d’œil juste, au reste peu scrupuleux et extrêmement ambitieux ». Il rentra cependant en grâce et fut nommé en 1687 archevêque d’Aix et commandeur du Saint-Esprit. Du fait des querelles entre Louis XIV et le pape Innocent XI, il ne reçut confirmation de sa nomination que par bulle du 9 novembre 1693. Il fut abbé commendataire de l'abbaye de Saint-Riquier de 1695 à 1708, ainsi que de celle de Cruas

### Anecdote
Une anecdote racontée que François-Timoléon de Choisy tient sans doute de Cosnac lui-même montre l’humour de cet homme épris de pouvoir et d’action. Cosnac se rend chez M. de Paris (l’archevêque de Paris) :
« Le Roi, lui dit-il, monseigneur, m’a fait évêque ; mais il s’agit de me faire prêtre.

— Quand il vous plaira, répondit M. de Paris.

— Ce n’est pas là tout, répliqua M. de Valence; c’est que je vous supplie de me faire diacre.

— Volontiers, lui dit M. de Paris.

— Vous n’en serez pas quitte pour ces deux grâces, monseigneur, interrompit M. de Valence ; car, outre la prêtrise et le diaconat, je vous demande encore le sous-diaconat.

— Au nom de Dieu, reprit brusquement M. de Paris, dépêchez-vous de m’assurer que vous êtes tonsuré, de peur que vous ne remontiez la disette des sacrements jusqu’à la nécessité du baptême. »
Cosnac a laissé des Mémoires, qui n’ont été publiés qu’en 1852, par le comte Jules de Cosnac. Ces mémoires, écrits par un homme d’esprit, qui avait été mêlé à toutes les intrigues de la cour, offrent un vif intérêt.

## Sources
Cet article comprend des extraits du Dictionnaire Bouillet. Il est possible de supprimer cette indication, si le texte reflète le savoir actuel sur ce thème, si les sources sont citées, s'il satisfait aux exigences linguistiques actuelles et s'il ne contient pas de propos qui vont à l'encontre des règles de neutralité de Wikipédia.
- On trouvera des renseignements détaillés, dus à Gustave Desnoiresterres[9], dans la Nouvelle biographie générale de Jean Chrétien Ferdinand Hoefer publiée en 1855.
- Sainte-Beuve a parlé de lui encore plus longuement dans ses Causeries du lundi.